# Hundert Tage (Roman)
Hundert Tage ist ein 2008 im Wallstein Verlag erschienener Roman von Lukas Bärfuss.

## Einleitung
Der Roman "Hundert Tage" von Lukas Bärfuss, erschienen 2008, erzählt die Geschichte des Schweizer Entwicklungshelfers David Hohl, der vor und während dem Bürgerkrieg und Völkermord in Ruanda in den Jahren 1990–94 in das Geschehen verwickelt wird. Der Roman ist in eine Rahmen- und eine Binnenhandlung gegliedert: Die Rahmenhandlung spielt im Schweizer Jura, wo David seine Erlebnisse in Form einer Analepse einem namenlosen Ich-Erzähler erzählt. Die Binnenhandlung schildert die Geschehnisse in Ruanda während dieser vier Jahre und der namenlose Ich-Erzähler lenkt die Aufmerksamkeit des Lesepublikums auf die Frage, ob David Hohl nicht innerlich gebrochen sein müsste. Die Erzählweise ist anachronisch: Der Protagonist beginnt seine Erzählung mit der Bemerkung, dass er sich hautnah in die Schreckensmomente, als er sich zu Beginn der hundert Tage versteckt, zurückversetzt fühlt. Während er den Bürgerkrieg und den Genozid überlebt, so deutet er in einer Prolepse an, dass Agathe sterben wird. Die zentralen Motive sind die Beschreibung von Gewalt und die moralische Verantwortung. Die Verbindung zwischen Rahmen- und Binnenhandlung wird auch durch eine wiederkehrende Formulierung hergestellt: Bereits am Anfang der Geschichte wird das Bild von „Eingeweiden an einer roten Sosse“ (Seite 14) eingeführt, das am Ende erneut aufgegriffen wird und so eine erzählerische Klammer bildet. Dieses Zitat widerspiegelt zugleich die Gewalt wie auch die moralische Verantwortung.
Geographisch führt der Roman an zentrale Orte Ruandas, die Davids Weg und die Eskalation des Konflikts widerspiegeln. Am Kiwu-See (S. 51) verbringt er Zeit mit Agathe, während er am Ihema-See (S. 51) über seine Arbeit und die politischen Spannungen reflektiert. Im Virunga-Nationalpark (S. 34) besucht er die Berggorillas, was seinen westlichen Blick auf Ruanda zeigt. In Bugarama (S. 53) arbeitet er für die Schweizer Entwicklungsorganisation. Der Fluss Kagera (S. 51) dient als natürliche Grenze und hat eine politische Bedeutung.
Bärfuss verwendet in seinem Roman spezifische Begriffe aus der Sprache der Ruanderinnen und Ruander, darunter Umuzungu (Weisser, S. 14 & 29), Initi (jemand, der in Europa studiert hat, S. 122), Inyenzi (Kakerlaken, S. 105) und Akazu (Clan, S. 55). Diese Begriffe verdeutlichen die gesellschaftlichen und politischen Strukturen der ruandischen Gesellschaft.

## Handlung
Der Schweizer Entwicklungshelfer David Hohl reist 1990 in die Hauptstadt von Ruanda, wo er sich im Büro mit Entwicklungsprojekten der Schweizer Direktion für Entwicklung und Zusammenarbeit beschäftigt und dadurch ein diktatorisches Regime stützt.
Damals galt Ruanda noch als Vorzeigeland des afrikanischen Kontinents. In der Hauptstadt Kigali bricht Chaos aus, als der Papst im Stadion eine Rede hält, wobei Hohl von der Menge beinahe erdrückt wird. Im Krankenhaus trifft er Agathe erneut, der er bereits am Brüsseler Flughafen begegnet ist. Eine heftige Liebesbeziehung zwischen den beiden beginnt. Tutsi-Rebellen marschieren kurz darauf in die Stadt ein, und der Völkermord steht kurz bevor. Als 1994 nach dem Abschuss des Flugzeugs mit dem Präsidenten die Massenmorde der Hutu an den Tutsi beginnen, verlassen die Entwicklungshelfer das Land. Hohl entscheidet sich spontan zu bleiben und versteckt sich in seinem Haus. Seine Geliebte Agathe, die Tochter eines Ministerialbeamten, verschwindet. Sein Gärtner hortet im Haus Beutegut seiner Opfer. Er versorgt Hohl in den 100 Tagen, weshalb David ihn zuerst toleriert, später jedoch verprügelt. Hohl ist halb verdurstet, als sich Hutu-Milizen in seinem Garten niederlassen und ihm Wasser und Nahrung geben. Als die Rebellen vor Kigali stehen, flieht Hohl mit den Hutu in den Kongo. David wird als Helfer im Flüchtlingslager sofort willkommen geheissen. Als er erfährt, dass Agathe in Goma ist, erwirbt Hohl durch Korruption Geld, um zu ihr reisen zu können. Kurz nachdem Hohl in Goma eingetroffen ist, erlebt er mit, wie Agathe an Cholera stirbt, und er kehrt in die Schweiz zurück.

## Figuren und Beziehungen
Figuren
- David Hohl: Tierfreund, Entwicklungshelfer, hilfsbereit, Perfektionist
- Paul: Stellvertretender Koordinator, Perfektionist
- Agathe: Tochter eines Ministerialbeamten
- Missland: Ex-Entwicklungshelfer, der in Ruanda geblieben ist und sein Leben mit Trinken, Rauchen und Frauen verbringt
- Marianne: Leiterin der Direktion, einsam, familienlos, streng, korrekt, bürokratisch
- Théoneste: Gärtner im Haus Amsar, in dem David lebt, wird später zum Mörder
- Erneste: Haushälterin im Haus Amsar, in dem David lebt
- Ines: Pauls Frau

Beziehungen der Figuren
- David zu Paul: Paul ist sein Vorgesetzter. Sie merken später, dass sie beste Freunde sind, kennen sich aber kaum.
- David zu Agathe: Er liebt sie, sie hält ihn trotz einer intimen Liebesbeziehung auf Distanz.
- David zu Missland: Er hasst Missland, bewundert ihn aber auch, da er als einziger sich in das Land eingelebt hat, und verbringt viel Zeit mit ihm.

## Formale Aspekte
Hundert Tage ist ein Roman von rund 200 Seiten und ohne Kapitelgliederung. Es wird immer aus der Ich-Perspektive erzählt, meistens aus jener Davids.
Hintergrundinformationen werden immer in den Erzählton eingebunden.

## Schwerpunkt
Das zentrale Thema im Buch sind die Entwicklungshelfer. Für die westlichen Entwicklungshelfer war Ruanda das ideale Land, mit gutem Klima, funktionierendem Staatswesen, mit disziplinierten und lernfähigen Bewohnern. So gab es auf jedem Hügel ein Projekt. Wald wird aufgeforstet, wo er schon unwiederbringlich zerstört ist, ein Schweizer Ingenieur kommt beim Rettungsversuch eines Baumes ums Leben. In Kigali spielen die Entwicklungshelfer und Diplomaten Schnitzeljagd, organisiert von Missland, einem gescheiterten Entwicklungshelfer, der als Gegenfigur zu Hohl angelegt ist.
Ein anderes zentrales Thema ist der Vorwurf, dass die Schweizer Direktion für Entwicklung und Zusammenarbeit in Ruanda von Anfang an dem Mordsystem diente, ohne sich dessen bewusst zu sein. Entwicklungshilfe ist auf Stabilität ausgerichtet und nützt deshalb immer dem, der an der Macht ist. Man hatte keinen Sinn für die Konsequenzen dessen, was man tat, und dachte nicht darüber nach, wem man nützte, weil man sich als unpolitisch verstand. Man half Telefonleitungen legen, durch die später Mordbefehle weitergegeben wurden, man bot eine hervorragende Ausbildung im Radiojournalismus an, so dass die Hetze in gut gemachten Programmen stattfand. Und ein Schweizer, der bis 1993 direkt auf der Schweizer Gehaltsliste stand, war Berater des Diktators.

## Bezug zur Realität

### Personenübersicht
Folgende Tabelle zeigt eine Übersicht der Figuren, welche sowohl in Bärfuss' Werk als auch in der Realität mit selbem oder ähnlichem Namen vorkommen.
| Historisch/in der Realität   | Biographische Angaben | Im Roman           | Ausgestaltung der Figur |
| Agathe Habyarimana           | Agathe Habyarimana ist die ehemalige First Lady Ruandas. Ihr Familienklan, das Akazu, gilt als verborgene Macht hinter dem Genozid, die massgeblich Einfluss auf Präsident Habyarimana hatte. Sie ist deshalb auch als „Lady Genocide“ bekannt.                                                                          | Agathe († 1994)    | Agathe fungiert als David Hohls Liebhaberin und nicht als Frau des Präsidenten. Während des Krieges radikalisiert sie sich und wird schliesslich zu einer Hutu-Extremistin und später selbst zur Mörderin. Agathes Verbindung zum Akazu wird im Roman lediglich angedeutet, nicht aber wörtlich erwähnt. Wobei die Figur nicht die Frau von Präsident Hab verkörpert. |
| Juvénal Habyarimana († 1994) | Juvénal Habyarimana war Präsident Ruandas und führte das Land von 1973 bis 1994. Nach seinem Tod durch den Abschuss seiner Präsidentenmaschine am 6. April 1994 brach der Genozid in Ruanda aus. Seine Rolle und sein Einfluss auf den Völkermord und die Radikalisierung vieler Hutus sind wissenschaftlich umstritten. | Hab († 1994)       | Hab ist der Präsident, welcher 1994 in seiner Präsidentenmaschine von einem Sprengkörper getroffen wird und danach durch den Absturz zu Tode kommt. Während seiner Regierungszeit werden viele Tutsi unterdrückt, vertrieben und ermordet. |
| Théoneste Bagosora († 2021)  | Théoneste Bagosora war ein ruandischer Armeeangehöriger, welcher der Bevölkerungsgruppe der Hutu angehörte. Er war der führende militärische Planer des Völkermords in Ruanda, für den er auch 2011 verurteilt wurde. Deswegen wird er auch oft als „Drahtzieher“ des Genozids bezeichnet.                               | Théoneste († 1994) | Théoneste ist der Gärtner von David Hohl im Hause Amsar. Während des Genozids wird er als Hutu ebenfalls zum Mörder, wobei er sein Diebesgut aus Plünderungen bei Hohl im Haus verstaut. Schliesslich wird er von der Miliz von Vince, einem jungen Hutu-Kämpfer, ermordet, da er seine Identitätskarte verliert und somit zu einem Tutsi wird. Es ist David Hohl selbst, der ihn indirekt zum Tode verurteilt, indem er seine Identitätskarte zwar am Boden liegen sieht, ihm diese allerdings nicht aushändigt. |
| Ferdinand Nahimana           | Ferdinand Nahimana ist ein ruandischer Historiker, der als Mitgründer des Radio Télévision des Mille Collines (RTLM) eine wichtige Rolle im Propagandaapparat während des Genozids in Ruanda spielte. | Ferdinand          | Ferdinand arbeitet zunächst als Leiter des Staatsradios. Später wird dieser entlassen und gründet sein eigenes Radio. |
| Charles Jeanneret            | Der Schweizer Charles Jeanneret wurde 1982 auf Wunsch des Präsidenten Habyarimana als persönlicher Berater eingestellt. Bezahlt wurde sein Gehalt vom Schweizer Bund, wobei er keine Auskunft über sein Engagement geben musste.                                                                                         | Jeannot            | Jeannot gilt als der engste Berater des Präsidenten Hab. Jeannot wird von der Direktion bezahlt, muss aber, anders als alle anderen Angestellten der Direktion, keine Berichte abliefern. David Hohl trifft auch persönlich auf ihn. |

### Radio
In der Realität war das Radio in Ruanda einer der wichtigsten Propaganda-Kanäle während des Genozids und auch schon vorher. Im Roman "Hundert Tage" wird die Instrumentalisierung des Radios durch Ferdinand thematisiert. Ferdinand arbeitet in Bärfuss' Werk zunächst als Informationsminister der Regierung Ruandas. Da sich seine Radiosendungen immer stärker radikalisieren und es zu einer Hinrichtung mehrerer Personen aufgrund des Staatsradios kommt, wird Ferdinand schliesslich freigestellt. „Ferdinand hatte etwas übertrieben, und Hab schickte ihn schweren Herzens zurück auf seinen Professorenposten in Butare.“ Daraufhin gründet er seine eigene Radiostation, in der er unter dem Deckmantel leichter Unterhaltung und Musik Namenslisten und Mordaufrufe ausstrahlt (in der Realität: Radio-Télévision Libre des Mille Collines; kurz RTLM).
In der Realität veröffentlichte Ferdinand Nahimana mit seinem Radio «Radio Télévision Libre des Mille Collines» vor dem Genozid und auch während dieser Zeit Propaganda gegen die Tutsi. Vor dem Völkermord arbeitete er bei dem ruandischen Regime als Minister für Kultur und wissenschaftliche Forschung. Die Gestaltung des Radioprogramms in der Realität deckt sich ebenfalls mit der Fiktion: Eine scheinbar harmlose Berichterstattung mit abwechslungsreicher Musik, während zwischendurch Namenslisten für die Morde vorgelesen wurden oder die „Kakerlaken“ („Rebellen“ und alle anderen Tutsi) als Bedrohung porträtiert wurden. Im Roman beschreibt Protagonist David Hohl die Übertragung wie folgt: „Die Sendungen waren unterhaltsam, sie spielten Musik, brachten kleine Sketche, in denen sich zwei scharfsinnige Bauern über die Dummheit der Inkotanyi ausliessen.“

### Situation in den Flüchtlingslagern
Während des Genozids gab es insgesamt etwa 3,5 Millionen Flüchtlinge, welche Ruanda in die angrenzenden Länder Demokratische Republik Kongo, Burundi, Tansania und Uganda verliessen. Um die Flüchtlinge zu versorgen, wurden mehrere Flüchtlingslager eröffnet. In Bärfuss‘ Werk wird das Lager Goma namentlich erwähnt, die dortige Situation wird als unerträglich beschrieben und die Angst vor der Cholera ist sehr gross. Schliesslich bricht diese dann aus, was mit der Realität übereinstimmt. Letztlich stirbt Agathe in der Notunterkunft an dieser Krankheit.

#### Korruption bei den Hilfsgütern
In den Flüchtlingslagern rund um Goma befanden sich sehr viele geflüchtete Hutu-Kämpfer, welche sich in den Lagern neu organisierten und Hilfsgüter und Gelder umgehend in einen Gegenschlag gegen die RPF und die Rückeroberung der Grenzprovinzen Ruandas investierten. Im Roman wird von „mehr als zwielichtigen“ Leuten gesprochen, die Entscheidungen über die Verteilung der Hilfsgüter treffen können. Diese setzen in den Lagern auch Waffen ein, obwohl deren Verwendung dort untersagt ist.

### Rolle des Akazu
Den Mitgliedern des Akazu wird historisch eine zentrale Rolle bei der Radikalisierung der Hutu-Power-Bewegung in den frühen 1990er Jahren zugeschrieben. Besonders die Frau des Präsidenten, Agathe Habyarimana, war eng mit dem Clan verbunden. Der Name Agathe findet auch im Roman auf der Täterseite der Hutu seinen Platz. In der Fiktion wird das Akazu kurz erwähnt, allerdings spielt es keine sehr zentrale Rolle im Buch. Kurz vor Beginn der hundert Tage schreibt Bärfuss, dass das Akazu sich die Gelder für die Entwicklungshilfe „unter den Nagel gerissen“ hat.

### Rolle der katholischen Kirche
Die katholische Kirche hatte bis 1994 grossen Einfluss in Ruanda, was auf das Erbe der belgischen Kolonialzeit zurückzuführen ist. Sie unterstützte die politische Macht der Hutu und förderte ein Klima des Hasses gegen die Tutsi. Priester und kirchliche Vertreter sassen in den politischen Gremien des Hutu-Regimes und unterstützten die Verfolgung der Tutsi, was die Kirche in die Gräueltaten des Völkermords verwickelte. Im Roman wird ein Besuch des Papstes erwähnt, jedoch wird die Schuld der katholischen Kirche vernachlässigt, was wohl auch auf den unzuverlässigen Erzähler David Hohl zurückzuführen ist, welcher noch so oft nur auf die für ihn persönlich relevanten Themen genauer eingeht. Als im Buch allerdings ein Minister zum Papst spricht, wird die zwielichtige Rolle der Kirche in Ruanda kurz angetönt, allerdings wird später nicht mehr darauf eingegangen. „Wie soll ich sie trösten, wenn ich doch ins Himmelreich kommen und dazu die katholische Moral leben will, die mir nur wie die Zementierung der weissen Vorherrschaft erscheint?“.

## Zur Verantwortung der Schweiz – These von Lukas Bärfuss
Gegenüber der NZZ verdeutlichte Lukas Bärfuss im Jahre 2010 die Absicht seines Romans: Er wolle damit nicht Schuld verteilen, schuldig am Genozid seien jene, die ihn organisiert und davon profitiert haben. Die DEZA habe aber einen grossen Einfluss auf die Eliten in Ruanda gehabt (vor allem, weil viel Geld floss). Jedoch sei die damit einhergehende Verantwortung nicht abschliessend wahrgenommen worden. Selbst im Jahre 2008 als Bärfuss den Roman veröffentlichte, war die Thematik des Genozids nicht aufgearbeitet. Symbolhaft dafür ist die Aussage von Erik Gujer im bereits erwähnten NZZ-Beitrag, dass die Schweiz in Ruanda «ein kleiner Player» war – doch entspricht dies wirklich den Tatsachen?
Ein historischer Fakt, welcher direkt ins Buch einfliesst, ist die Anzahl Entwicklungshelferorganisationen, darunter die Direktion für Entwicklung und Zusammenarbeit (DEZA). Doch die Schweiz hat «von allen Nationen das meiste Geld in dieses Land gesteckt» (S. 208) und dementsprechend eine grosse Verantwortung auf sich genommen. Meist haben die Organisationen das Ziel gehabt – darunter auch die DEZA – das Land aufzubauen, ihm die «Good Governance» zu vermitteln und demokratische Prozesse zu unterstützen. Unter dem Begriff «Good Governance» wird die Art und Weise verstanden, in welcher in einem Staat Entscheidungen getroffen und umgesetzt werden. Im Roman sind Ruanda metaphorisch der Schüler und die DEZA die Lehrer.
Ruanda wurde 1963, nur ein Jahr nach seiner Unabhängigkeit, zum ersten Schwerpunktland der Schweizer Entwicklungshilfe. An sich stellt dies sicherlich kein Problem dar, doch wenn man bedenkt, dass «wir [die DEZA] die ganze Zeit Rassisten unterstützt hatten» (S. 102), wirft dies ein anderes Licht auf die Schweizer Absichten. Inwiefern hat die Schweiz also indirekt den Genozid zu verantworten? Wird das Entwicklungsgeld überhaupt für die beabsichtigten Zwecke gebraucht? Hat die DEZA überhaupt gesehen, was sich anbahnt?
Vor und während des Bürgerkrieges hat die Schweiz immer die Hutu, die Regierung unterstützt – immer nur die gleiche Seite wird finanziell und mit Knowhow (vgl. Radio) versorgt. «In den vierzig Jahren, seit unsere Leute [DEZA] hier ihr Unwesen trieben, galten immer die Kurzen [Hutu] als benachteiligt. […] Und nun erkannten wir, dass wir in all den Jahren die Schweinehunde unterstützt hatten, und verzweifelt suchten wir nach den neuen Opfern» (S. 152). Mit anderen Worten lässt Bärfuss seinen Protagonisten zynisch kommentieren, dass die Schweiz während all den Jahren nur der Regierung geholfen hat, und als sie merkten, dass ein Genozid anbahnte, trotzdem auf der Seite des Präsidenten Hab und damit auf der Seite der Regierung geblieben ist.
Damit kommt gemäss dem Roman der Schweiz also eine federführende Rolle zu: Aus der Bundeshauptstadt ist das meiste Geld überwiesen worden – doch wohin? Erreichten die finanziellen Spritzen wirklich den Adressaten? Grossmehrheitlich ist es wohl wahrheitsgetreu zu sagen, dass «sich das Akazu an den Geldern bedient hatte und auch von diesen fünf Millionen, wie von allen anderen, die wir in dieses Land investiert hatten, nichts mehr übrig war» (S. 158–159). Die Verantwortung wird nicht wahrgenommen, der Geldfluss nicht vollends überblickt. Wie sonst kann, wie es Bärfuss schildert, die Hab-Regierung «tausend geschliffene Macheten aus chinesischer Produktion» (S. 128) bestellen – die finanziellen Mittel werden also für anderes verwendet und nicht für die vorgegebenen Zwecke: «Unsere Gelder flossen in die Taschen der Reichen, und auch die nächste und die übernächste Generation wird in den Sümpfen verfaulen» (S. 163). Die Armen, jene, welche diese Franken wirklich gebraucht und verdient hätten, sehen, wie es der Roman umschreibt, keinen Rappen Hilfe – ein Umstand, welcher metaphorisch für die Entwicklungshilfe der Schweiz in Ruanda steht.
Zuletzt lässt Bärfuss seinen Protagonisten David Hohl klar Stellung beziehen – symbolisch auf der letzten Seite des Romans: «Nein, wir gehören nicht zu denen, die Blutbäder anrichten. Das tun andere. Wir schwimmen darin. Und wir wissen genau, wie man sich bewegen muss, um obenauf zu bleiben und nicht in der roten Sosse unterzugehen» (S. 208). Der Autor übermittelt mithilfe seines Protagonisten und dem ganzen Roman einen klaren Hauptgedanken: Die Schweiz ist nicht die Akteurin, welche das Blutbad anrichtet, welche die Menschen tötet. Nein, die Eidgenossenschaft ist zwar vor Ort und engagiert sich stets für die führenden Eliten, aber sie tötet die Menschen nicht. Sie weiss, an wen sie sich wenden kann, damit sie nicht verantwortlich gemacht wird. Sie weiss, inwiefern wo und wann reagiert werden muss, damit die Verantwortung auf andere diffundiert, und wird der kritische Punkt in einem Moment überschritten, so weiss sie sich einen Fluchtweg zu suchen und das sinkende Schiff zu verlassen, wie es Paul und Marianne tun, als sie mit Beginn des Genozids das Land verlassen.

## Kritik
Roman Bucheli beschreibt das Buch in der NZZ als Werk, das die Verwicklung der Menschen in Widersprüche behandelt. Es soll nicht als Plädoyer gegen die Entwicklungshilfe gewertet werden, sondern aufzeigen, „wie Menschen damit umgehen, immer nur eines von zwei Übeln wählen zu können, ohne die Folgen ihres Tuns abschätzen zu können.“
Tobias Rüther schreibt in der FAZ, dass das Buch „sich wie Journalismus [liest]“, und er schätzt, wie realitätsnah das Buch verfasst wurde.
In Verena Auffermanns in der Zeit erschienenen Rezension scheint es, als würde Lukas Bärfuss genauso wie seine Erzählinstanz David Hohl nach Gerechtigkeit lechzen. Sie bewundert, wie gekonnt der Autor unangenehme Botschaften beschönigt serviert.
Die Kritik von Rolf Bossart in der Schweizer WOZ sagt eher wenig über den Inhalt des Romans aus, vielmehr kritisiert der Autor die partielle Unwahrhaftigkeit des Stoffes. Die Kritik setzt voraus, dass das Buch bereits gelesen wurde.
David Signers Kritik in der Weltwoche ist gut recherchiert, präzise und verschafft dem Leser einen umfangreichen Überblick über den Inhalt des Buches mit spannenden Hintergrundinformationen. „'Hundert Tage’ ist engagierte, kritische, politische Literatur im besten Sinne des Wortes, ohne je zur Propaganda oder zum Traktat zu erstarren“, schreibt der Autor in seiner Rezension.

## Auszeichnungen
Der Roman stand 2008 auf der Longlist des Deutschen Buchpreises. Im selben Jahr wurde Bärfuss für den Roman mit dem Mara-Cassens-Preis ausgezeichnet, 2009 mit dem Sonderpreis des Erich-Maria-Remarque-Friedenspreises.